# Birmingham Sunday
Birmingham Sunday – protest song napisany przez Richarda Fariñę, najbardziej znany w oryginalnej interpretacji w wykonaniu Joan Baez. Jest poświęcony ofiarom zamachu bombowego przeprowadzonego przez Ku Klux Klan 15 września 1963 roku w kościele baptystów przy 16th Street w Birmingham w Alabamie.

## Utwór i okoliczności jego powstania
W niedzielę 15 września 1963 roku biali suprematyści – członkowie Ku Klux Klanu podłożyli bombę z zapalnikiem czasowym w kościele baptystów przy 16th Street w Birmingham w stanie Alabama. Kościół ten był uczęszczany przez afroamerykańską społeczność i stanowił ważny ośrodek miejscowego ruchu praw obywatelskich. Na skutek eksplozji zginęły cztery nastoletnie dziewczynki: Addie Mae Collins (14 l.), Denise McNair (11 l.), Carole Robertson (14 l.), Cynthia Wesley (14 l.). Kolejnych 14 osób zostało rannych.
Tragedia w Birmingham wywołała duże poruszenie w amerykańskim środowisku artystycznym. Powstało kilka utworów muzycznych inspirowanych tymi wydarzeniami. Największy rozgłos zdobył spośród nich protest song „Birmingham Sunday”, do którego tekst napisał muzyk folkowy i poeta Richard Fariña. Utwór został nagrany przez szwagierkę Fariñy, Joan Baez, w 1964 roku, a następnie wydany w jej albumie „Joan Baez/5”. Okazał się jednym z najpopularniejszych utworów z tej płyty.
„Birmingham Sunday” został napisany do melodii XVII-wiecznej anglo-szkockiej ballady „I Once Loved a Lass (The False Bride)”. W jego tekście wymieniono z imienia i nazwiska wszystkie cztery śmiertelne ofiary zamachu. Każda ze zwrotek, z wyjątkiem przedostatniej, kończy się refrenem And the choirs kept singing of Freedom (pol. A chóry nadal śpiewały o wolności), nawiązującym zarówno do męczeńskiej śmierci dziewczynek, jak i konieczności nieustającej walki o wolność i równouprawnienie. W tekście znalazły się również słowa potępienia dla zabójców, podkreślające, że ich czyn okrył wstydem Stany Zjednoczone.
„Birmingham Sunday” pojawia się w czołówce filmu dokumentalnego „Cztery małe dziewczynki” z 1997 roku (reż. Spike Lee).
Własnej interpretacji utworu dokonała Rhiannon Giddens. Pojawił się on na jej płycie „Freedom Highway” z 2017 roku.